# Lycée français international Charles-de-Gaulle de Pékin
Le Lycée Français International Charles-de-Gaulle de Pékin (LFIPékin; 北京法国国际学校 Běijīng Fǎguó Guójì Xuéxiào; ancien nom en français : Lycée Français International de Pékin ou LFIP), est une école française internationale à Chaoyang, à Pékin, en Chine. Le lycée accueille les élèves de la maternelle jusqu'à la terminale, avec environ 3 classes par tranche d'age. 
Le nouveau campus, a été conçu par Jacques Ferrier, a un coût de 23,9 millions d'euros.
Le 16 mai 2016 le nouveau bâtiment du lycée a ouvert.
Les anciens campus sont : une école maternelle, une école polyvalente primaire/collège, et un lycée dans Chaoyang Community College (S: 朝阳社区学院, P: Cháoyáng Shèqū Xuéyuàn). L'école polyvalente primaire/collège a été le campus principal